# Dark Kingdom
Dark Kingdom (ダークキングダム?, Dāku Kingudamu) è il nome collettivo con il quale vengono indicati i nemici della prima serie di Sailor Moon; nell'adattamento italiano dell'anime, nonché nella prima edizione italiana del manga, il loro nome è stato tradotto e vengono chiamati Regno delle tenebre. Sono presenti in tutte le versioni della storia (anime, manga, serie TV, e musical) e hanno un ruolo particolarmente significativo ai fini della stessa, in quanto responsabili della distruzione dell'antico regno della Luna, Silver Millennium.
Gli appartenenti al Dark Kingdom sono ritornati all'opera per conquistare la Terra e prendersi così la propria vendetta su Serenity. Alla guida del Dark Kingdom c'è Queen Beryl, e sottoposti a lei gli Shitennō, noti come 4 generali nell'adattamento italiano dell'anime, che cercano di raccogliere energia umana per risvegliare la terribile Queen Metaria, in attesa di impossessarsi del Cristallo d'argento illusorio e infine le creature chiamate yōma (chiamati nell'adattamento italiano "mostri"), servono allo scopo, e vengono utilizzati di volta in volta dal generale di turno.

## Confronto nomi originali e adattati
Tutti i nomi dei nemici derivano da minerali, da pietre o da gemme.
| Nome giapponese                                 | Nome inglese              | Nome italiano nell'anime                                    | Nome italiano nel manga                                                                        | Origine del nome | Doppiatore giapponese (serie anni 90) | Doppiatore giapponese (serie Crystal) | Doppiatore italiano (serie anni 90)                   | Doppiatore italiano (serie Crystal) |
| ----------------------------------------------- | ------------------------- | ----------------------------------------------------------- | ---------------------------------------------------------------------------------------------- | ---------------- | ------------------------------------- | ------------------------------------- | ----------------------------------------------------- | ----------------------------------- |
| Queen Metaria (クイン・メタリア?, Kuin Metaria) | Queen Metaria / Negaforce | Regina Metallia                                             | Regina Metallia (1ª Star Comics) Queen Metaria (GP Publishing) Queen Metallia (2ª Star Comics) | Metallo          | Noriko Uemura                         | Yōko Matsuoka                         | Patrizia Scianca Loredana Nicosia Cinzia Mantegazza   | Anna Cesareni                       |
| Queen Beryl (クイン・ベリル?, Kuin Beriru )     | Queen Beryl               | Regina Periglia (Mediaset) Regina Beryl (Shin Vision e Rai) | Regina Berillia (1ª Star Comics) Queen Beryl (GP Publishing e 2ª Star Comics)                  | Berillio         | Keiko Han                             | Misa Watanabe                         | Veronica Pivetti Cinzia De Carolis                    | Laura Lenghi                        |
| Jadeite (ジェダイト?, Jedaito)                  | Jadeite / Jedite          | Jack (Mediaset) Giadeite (Rai)                              | Jack (1ª Star Comics) Jadeite (GP Publishing e 2ª Star Comics)                                 | Giadeite         | Masaya Onosaka                        | Daisuke Kishio                        | Gianfranco Gamba                                      | Alessandro Campaiola                |
| Nephrite (ネフライト?, Nefuraito)               | Nephrite / Nephlite       | Nevius (Mediaset) Nefrite (Rai)                             | Nevius (1ª Star Comics) Nephrite (GP Publishing e 2ª Star Comics)                              | Nefrite          | Katsuji Mori                          | Kousuke Toriumi                       | Gianluca Iacono Claudio Moneta                        | Daniele Raffaeli                    |
| Zoisite (ゾイサイト?, Zoisaito)                 | Zoisite / Zoycite         | Zachar (Mediaset) Zoisite (Rai)                             | Zachar (1ª Star Comics) Zoisite (GP Publishing e 2ª Star Comics)                               | Zoisite          | Keiichi Nanba                         | Masaya Matsukaze                      | Cinzia Mantegazza Marcella Silvestri Davide Garbolino | Federico Viola                      |
| Kunzite (クンツァイト?, Kuntsaito)              | Kunzite / Malachite       | Lord Kaspar (Mediaset) Kunzite (Rai)                        | Lord Kaspar (1ª Star Comics) Kunzite (GP Publishing e 2ª Star Comics)                          | Kunzite          | Kazuyuki Sogabe                       | Eiji Takemoto                         | Federico Danti                                        | Lorenzo De Angelis                  |

## Queen Metaria
Queen Metaria (クイン・メタリア?, Kuin Metaria) è un essere amorfo, formato solo da energia negativa, ma dotato di volontà propria, è la vera mente dietro il Dark Kingdom. Nel manga giunta dal sole come risultato delle attività solari, e come tutti i nemici principali delle serie di Sailor Moon, Queen Metaria è una delle tante incarnazioni di Chaos. Nell'anime la sua provenienza è ignota, in un flashback viene però mostrato che giunge sulla Terra dallo spazio, ma non dal sole come accade nel manga. Il suo nome viene anche latinizzato come Metallia, ma nelle ultime edizioni del manga l'autrice ha preferito usare il nome Metaria.
In Italia, prima della sua effettiva comparsa, veniva chiamata dai suoi seguaci "sua Maestà" o anche "Grande Sovrano", nella versione originale ci si riferisce a lei in modo generico. L'appellativo Queen (tradotto letteralmente Regina in alcuni adattamenti) è utilizzato però solo dai suoi seguaci, mentre tutti gli altri la chiamano semplicemente Metaria o Metallia seguito dall'onorifico "sama".
Al tempo in cui Prince Endymion e Princess Serenity si conobbero, Queen Metaria giunse sulla Terra e facendo leva sul lato oscuro dei suoi abitanti li fece rivoltare contro il Silver Millennium. Non si sa come nell'anime Beryl venne coinvolta ma nel manga fu ideale a tale scopo, per via dei sentimenti che provava per Endymion. Alla fine della guerra, Silver Millennium fu distrutto, Metaria fu sigillata al Polo nord, nell'anime insieme a lei i suoi alleati.
Nel XX secolo Metaria in qualche modo riesce a risvegliarsi, nel manga richiamò a sé l'incarnazione di Beryl al fine di poter trovare il cristallo d'argento, che le permetterà di risvegliarsi, nell'anime non viene detto nulla relativamente allo scioglimento del sigillo.
Nel manga durante la serie Queen Beryl cattura Mamoru Chiba al fine di farne il suo Re, grazie all'energia oscura di Metallia esso diviene un alleato del Dark Kingdom, fin tanto che non viene colpito dalla Spada di Cristallo d'argento illusorio da Sailor Moon. A quel punto Queen Metaria ingloba dentro di sé i due amanti sfortunati e il cristallo d'argento illusorio che le consente di risvegliarsi. Sailor Moon e Mamoru Chiba al suo interno si risvegliano e unendo i loro poteri si liberano e colpendo il punto debole di Metaria, posto sulla sua fronte, viene uccisa.
Nell'anime Mamoru Chiba diviene sempre un alleato del Dark Kingdom grazie all'energia oscura di Metaria ma viene liberato da Sailor Moon grazie all'energia dell'amore della ragazza. Mamoru una volta liberato ferisce Queen Beryl con una rosa carica dell'energia dell'amore che prova per Sailor Moon, e per colpa di quella ferita Beryl è costretta a chiedere a Metaria di unirsi a lei affinché possano conquistare la Terra, Queen Metaria cede così tutta la sua energia oscura e si unisce a Queen Beryl, divenendo Super Beryl, una gigantessa con l'aspetto di Queen Beryl ma con i capelli blu, occhi rossi, bele verse e una pietra blu sulla fronte. Super Beryl affronterà Sailor Moon, nei panni di Princess Serenity, e il cristallo d'argento, morirà grazie all'aiuto del potere delle anime delle Guardian Senshi tornate per aiutare la loro principessa.
In Pretty Guardian Sailor Moon Metaria non ha una personalità vera e propria, ma ha solo l'istinto di distruggere la Terra. Queen Beryl vuole controllarla utilizzando il cristallo d'argento illusorio, ma scoprirà poi che la pietra rendeva più forte Queen Metaria solo a causa della rabbia che Usagi trasmetteva in esso. Nel finale della serie, Metaria trasferisce se stessa nel suo yōma più potente. Mamoru per evitare la distruzione tenta di unirsi con lo yōma per poi uccidersi e porre fine alla sete di distruzione di Metaria. Tuttavia il risultato è che Metaria assume il controllo del corpo di Mamoru, che viene poi ucciso da Sailor Moon, uccidendo quindi anche Queen Metaria.
Queen Metaria è doppiata in Giappone da Noriko Uemura e da Yōko Matsuoka in Sailor Moon Crystal. In Italia invece è doppiata da Patrizia Scianca in alcuni episodi e in altri da Loredana Nicosia nell'anime degli anni 90 e da Anna Cesareni in Sailor Moon Crystal. Nel live si sente solo la sua voce quando si impossessa dello yōma ed è doppiata da Miyū Sawai.

## Queen Beryl
(Beryl durante l'attacco alla Luna mostrato nell'episodio 44 Un viaggio nel tempo)
(Beryl durante l'attacco a Silver Millennium mostrato nell'episodio 44 Il risveglio di Usagi! Messaggio dall'antico passato nell'edizione originale)
Queen Beryl  (クイン・ベリル?, Kuin Beriru) è la prima nemica a comparire in ogni versione di Sailor Moon. È immensamente potente, e formalmente capo del Dark Kingdom, ma in realtà è solo una serva di Queen Metallia. In Italia l'appellativo Queen (in inglese nella versione originale) è sempre stato tradotto in Regina. Il suo nome nell'adattamento del manga pubblicato dalla Star Comics è stato italianizzato in Berillia (riprendendo così la pietra da cui deriva il suo nome), mentre nell'adattamento della serie televisiva degli anni 90 è diventato Periglia. Solo nell'adattamento curato dalla Shin Vision il nome originale è rimasto invariato.
Nella maggior parte delle versioni della storia Beryl ha l'abilità di riuscire a corrompere le persone per assecondare i propri scopi. I suoi 4 generali, per esempio, un tempo erano le guardie del corpo, nonché migliori amici di Endymion. Allo stesso modo, Beryl riesce a soggiogare al suo volere anche Tuxedo Kamen e Sailor Mercury (quest'ultima solo nella versione live).
Nel manga Beryl era una bellissima ragazza terrestre all'epoca di Silver Millennium, una strega innamorata del principe Endymion, ma mai ricambiata, al punto che quando scoprì la relazione fra Endymion e Serenity, le si spezzò il cuore. Lei stessa ammette che avere Endymion è l'unica ragione per la quale si è votata al male. Corrotta e potenziata dall'entità nota come Queen Metallia, Beryl scatenò una guerra, che distrusse Silver Millennium e il Golden Kingdom.
Nel corso della battaglia Beryl uccise Endymion mentre questi cercava di proteggere Serenity, portando la principessa al suicidio e venendo a sua volta uccisa da Sailor Venus.
Queen Serenity (madre della principessa) riuscì nei suoi ultimi istanti di vita a sigillare Metallia, se pur solo parzialmente, grazie al cristallo d'argento e a permettere agli abitanti del suo regno di reincarnarsi sulla Terra in un periodo di pace.
"Rinata" sulla Terra prima che le guerriere si rincontrassero nel ventesimo secolo, proclamatasi "regina" del Dark Kingdom, e nuovamente plagiata da Metaria, Beryl, fa resuscitare i quattro re celesti (ex-protettori del principe Endymion nel passato) facendo di loro dei fantocci nelle sue mani, è alla ricerca del cristallo d'argento per risvegliare Queen Metallia e dominare sulla Terra e la Luna a fianco del suo amato Endymion.
A seguito del risveglio della principessa della Luna, Beryl è in grado di portare finalmente Prince Endymion (reincarnatosi in Mamoru Chiba) al suo fianco, ma solo dopo che questi è stato quasi ucciso e salvato e portato dalla sua parte grazie al potere di Queen Metaria. Alla fine del manga, Beryl, non riesce a ottenere il cristallo d'argento, e viene nuovamente uccisa da Sailor Venus. L'ultima parola che Beryl pronuncia prima di morire è il nome di Endymion.
Nel manga Queen Beryl è rappresentata sotto una luce più tragica, rispetto alla sua controparte animata, con alcune scene del suo passato che forniscono spiegazioni sulla sua crudeltà e sul perché viene plagiata tanto facilmente da Metaria.
Nell'anime Beryl è la mente che si nasconde dietro agli attacchi degli yōma sulla città di Tokyo mentre Sailor Moon, e le altre guerriere stanno cercando la principessa della Luna. Come in quasi tutte le versioni della storia, Beryl rapisce Mamoru e gli fa il lavaggio del cervello per poterlo tenere al suo fianco. Quando però Mamoru riprende la propria volontà, le si rivolta contro e, colpita a morte con il potere dell'amore che Mamoru prova per Sailor Moon, Beryl supplica Metallia per avere più potere. A quel punto Metallia dona a Beryl tutta la sua energia oscura diventando gigantesca, ma venendo in seguito distrutta dal potere congiunto di Sailor Moon e le anime delle ormai defunte guerriere Sailor.
In Pretty Guardian Sailor Moon la storia di Beryl è molto simile a quella del manga. Anche in questa versione della storia è stata plagiata da Metaria e ha come desiderio principale conquistare Mamoru e distruggere la Terra. Rispetto alle altre versioni, però Jadeite è innamorato di Beryl, e sarà al suo fianco quando la regina morirà sotto il crollo del suo castello, distrutto dal potere del Cristallo d'Argento.
Queen Beryl è doppiata in Giappone da Keiko Han e da Misa Watanabe in Sailor Moon Crystal, in Italia è doppiata da Veronica Pivetti nella versione Mediaset da Cinzia De Carolis in un flashback nel ridoppiaggio Shin Vision dell'episodio speciale Make Up! Guerriere Sailor e da Laura Lenghi in Sailor Moon Crystal e nel PGSM è interpretata da Aya Sugimoto è nel musical del 2013 da Midori Hatsukaze.

## Shitennō
Gli Shitennō (四天王?, Shitennō, lett. "I quattro re celesti"), chiamati i quattro grandi nel doppiaggio italiano e i quattro generali celesti nella seconda edizione italiana di Codename: Sailor V, sono i quattro diretti sottoposti di Queen Beryl. Nel manga viene rivelato che un tempo erano le guardie del corpo del principe Endymion, nonché i suoi migliori amici (erano quindi la controparte maschile delle Guardiane Divine di Serenity), ma in seguito vennero plagiati da Beryl che li sottomise alla sua crudele volontà. Reincarnatisi nel XX secolo per ritrovare il loro padrone, ma furono trovati prima da Beryl e da Metaria che li sottomisero fondendo i loro corpi con le pietre da cui prendono il nome. Nella prima edizione italiana del manga furono chiamati con i nomi usati nell'adattamento del cartone animato, tuttavia si decise di mantenere un collegamento con le pietre da cui in originale prendono i loro nomi (per esempio "Jack, guerriero della giadeite" o "Lord Kaspar, guerriero della kunzite").
Sia nell'anime che nel manga vengono sconfitti e uccisi nel corso della prima serie, ma nel secondo ricompaiono un paio di volte come spiriti: la prima per consigliare Mamoru durante la battaglia contro Black Moon, la seconda mentre assistono con dispiacere al fatto di non potere aiutare Mamoru contro la maledizione di Nehellenia che ha colpito la Terra, l'Elysion e i corpi dei loro protettori (Endymion e il sacerdote Helios). Nel live action la loro storia riprende (a grandi linee) quella del manga, e dopo essere stati sconfitti ritornano nello Special Act per combattere Mio Kuroki al fianco di Mamoru.
Nella serie ONA del 2014 Bishōjo senshi Sailor Moon Crystal, che ha una notevole aderenza narrativa con il manga, la storia degli Shitennō tuttavia ha un sensibile cambiamento. Infatti rispetto a quanto accade nel manga, Jadeite, Nephrite, Zoisite e Kunzite non vengono sconfitti ed eliminati dalle guerriere Sailor, ma sopravvivono e semplicemente si avvicendano nelle missioni per recuperare il Cristallo d'argento illusorio, al punto che negli ultimi episodi dell'anime i quattro generali vengono nuovamente mostrati in azione contro le Guardian Senshi. È a questo punto che le guerriere riescono a risvegliare nelle menti plagiate degli Shitennō i loro ricordi dei tempi del Silver Millennium. I quattro generali a quel punto recuperano coscienza della loro vera natura, ma vengono prontamente eliminati da Queen Metallia. Naoko Takeuchi, in realtà, avrebbe voluto un finale diverso rispetto al manga dove vengono eliminati dalle stesse Guardian Senshi. È interessante notare che in questa versione della storia i quattro Shitennō erano i fidanzati delle quattro Guardian Senshi: Jadeite di Sailor Mars, Nephrite di Sailor Jupiter, Zoisite di Sailor Mercury e Kunzite di Sailor Venus. L'idea di questi "accoppiamenti" è venuta alla produzione dell'anime basandosi su un'illustrazione dell'autrice Naoko Takeuchi.

### Jadeite
Jadeite (ジェダイト?, Jedaito), chiamato Jack nell'adattamento Mediaset, è il primo nemico a comparire in tutte le versioni della storia di Sailor Moon, e almeno nell'anime e nel manga, sicuramente il meno caratterizzato. Di lui si sa per certo che è il più giovane fra i quattro generali, ma non il meno potente. È particolarmente crudele e spietato, rispetto ai suoi successori (al pari solo con Zoisite, che però se non altro, mostra affetto nei confronti di Kunzite), oltre che profondamente devoto a Queen Beryl. Sia nell'anime che nel manga la sua missione è quella di raccogliere energia dagli umani, ed eventualmente distruggere le guerriere Sailor. Davanti all'assenza di risultati (soprattutto dopo che nell'ultima missione è morta una degli yōma personali di Beryl, Thetis), Beryl lo mette di fronte a un'ultima possibilità, o lo porrà in animazione sospesa per sempre. Jadeite sfida le guerriere Sailor e, grazie ai suoi poteri, inizialmente ha la meglio ma viene poi sconfitto dalla combinazione dei poteri di Sailor Moon, Sailor Mercury e Sailor Mars, e quindi Beryl lo imprigiona in un blocco di ghiaccio (la maledizione del sonno eterno) e il personaggio sparisce dalla scena. Nell'anime Jadeite lancia fulmini, controlla grossi oggetti come per esempio aerei e usa altri colpi magici.
Nel manga Jadeite crea personalmente gli yōma tramite statuette d'argilla in cui infonde il potere delle tenebre. Dopo avere fallito due volte e avere ricevuto un ultimatum da Queen Beryl, affronterà direttamente le guerriere Sailor, ma verrà ucciso dalle fiamme di Sailor Mars, appena risvegliata.
In Pretty Guardian Sailor Moon Jadeite è sempre in competizione con Nephrite per ricevere le attenzioni di Beryl, a cui sembra essere legato in maniera particolare. Nel finale della serie, mentre la loro base si sta distruggendo, Beryl libera Jadeite dal controllo mentale che aveva su di lui, e gli consiglia di fuggire per salvare la vita. Jadeite risponde di esserle rimasto accanto per sua precisa scelta, e quindi preferisce morire accanto a Queen Beryl.
Jadeite è doppiato in Giappone da Masaya Onosaka nella serie del 1993 e da Daisuke Kishio in Sailor Moon Crystal, in Italia da Gianfranco Gamba nella serie degli anni 90 e da Alessandro Campaiola in Sailor Moon Crystal, mentre nel PGSM è interpretato da Jun Masuo. Nel live (come look) è il generale più simile alle sue controparti cartacea e animata. Nel musical del 2014 e interpretato da Chieto Seruto.

### Nephrite
Nephrite (ネフライト?, Nefuraito), chiamato Nevius nell'adattamento Mediaset, è il secondo nemico a comparire in tutte le versioni della storia di Sailor Moon, come rimpiazzo di Jadeite. Nella versione animata, la sua comparsa, coincide con quella di Zoisite, che spesso lo schernisce o boicotta i suoi piani per conquistarsi le grazie di Queen Beryl. Rispetto al suo predecessore Jadeite, Nephrite adotta un'altra strategia per raccogliere energia umana: anziché puntare sull'energia di un'enorme quantità di persone, preferisce concentrarsi su un singolo, particolarmente ricco di energia, a cui "ruba" l'energia dopo averlo individuato tramite la consultazione delle stelle, inserendo uno yōma in un oggetto caro alla vittima prescelta in modo da portare l'energia dell'essere umano al massimo per poi rubargliela. Sempre attraverso le stelle evoca il Kurozuishō o Cristallo Nero (che è la traduzione letterale del nome originale usata nell'adattamento italiano), indispensabile per trovare quello d'argento.
Nel manga invece il suo obiettivo principale è recuperare il cristallo d'argento. A differenza di Jaedite, Nephrite si serve di ombre malefiche che prendono possesso della vittima, manovrandola secondo il suo volere. Viene ucciso dal fulmine di Sailor Jupiter, appena risvegliata.
In Pretty Guardian Sailor Moon il suo ruolo è quasi comico, continuamente umiliato e schernito da tutti (comprese le guerriere Sailor), e facile a perdere la calma. Quando il Dark Kingdom viene sconfitto va a lavorare al Crown Karaoke Bar con Motoki sotto l'identità di Nefuchiki.
Nell'anime Nephrite usa lo pseudonimo di Sanjōin Masato (nell'adattamento Mediaset Johnny), per agire indisturbato sulla Terra. In questa forma, Nephrite attira inavvertitamente l'attenzione, e in seguito l'amore di Naru Osaka, la migliore amica di Usagi. A fronte dell'insistenza dei sentimenti della ragazza, Nephrite finisce per innamorarsi a sua volta. Questo dà l'opportunità a Zoisite di tendergli un tranello per eliminarlo. Naru, infatti, viene rapita dagli yōma di Zoisite. Nephrite, per difenderla, viene ferito mortalmente. Dopo avere sorriso per la prima e ultima volta a Naru, Nephrite scompare fra le braccia della ragazza, lasciandola nella disperazione.
Il suo aspetto varia molto tra il telefilm e l'anime e manga. Nel primo Nephrite veste con una divisa rossa e ha i capelli corti, rossi e all'insù, mentre nell'anime e nel manga ha i capelli lunghi, ondulati e castani. Sempre nell'anime ha un attacco chiamato Starlight Attack e altri attacchi ed evocazioni nei quali chiede aiuto alle stelle.
Nephrite è doppiato in Giappone da Katsuji Mori nella serie del 1993 e da Kousuke Toriumi in Sailor Moon Crystal, in Italia da Gianluca Iacono nella serie degli anni 90, e da Daniele Raffaeli in Sailor Moon Crystal. In PGSM è interpretato da Hiroyuki Matsumoto e nel musical del 2013 e interpretato da Koro.

### Zoisite
Zoisite (ゾイサイト?, Zoisaito), chiamato Zachar nell'adattamento Mediaset, è il terzo generale del Dark Kingdom, e prende il posto di Nephrite, benché in precedenza abbia già agito in contemporanea a quest'ultimo. Fra tutti i generali, è quello ad avere avuto i cambiamenti più drastici da una versione all'altra, mantenendo come caratteristica fissa la sua effeminatezza. Nell'anime ha una relazione con Kunzite, mentre nel manga i due spesso sono mostrati insieme ma non viene fatto riferimento ad alcun legame.
Nel manga Zoisite si finge inizialmente una studiosa del Cristallo d'argento illusorio di nome Izono e appare in TV dopo che Tuxedo Kamen ha rivelato al mondo l'esistenza della pietra, per poi assorbire l'energia degli abitanti di Tokyo attraverso i loro televisori dopo avere saputo che nessuno dei suoi abitanti è riuscito a trovare il Cristallo. Successivamente cerca di fare il lavaggio del cervello alle persone attraverso i video noleggiati nei suoi Rental Shop Dark, in modo che comincino a cercare Sailor Moon e la consegnino a lui. Tenta di eliminare Sailor Moon, ma viene ucciso da un attacco a sorpresa di Sailor Venus. Infine Zoisite è anche il nemico principale del capitolo speciale Casablanca Memories (dove appare travestito da pianista) ambientato dopo la morte di Jadeite e che narra una sua battaglia contro Sailor Mars per vendicare il suo compagno.
Nell'anime il suo ruolo è legato, quasi del tutto al ritrovamento dei sette cristalli dell'arcobaleno che costituiscono il cristallo d'argento illusorio, e di conseguenza al risveglio dei 7 Daiyōma, ed è solito apparire teletrasportandosi in un vortice di petali rosa e attaccare evocando dei pietre e cristalli appuntiti. In seguito Zoisite si confronterà con Tuxedo Kamen, e disobbedendo agli ordini di Queen Beryl, tenterà di ucciderlo (provocando tra l'altro il risveglio di Princess Serenity in Sailor Moon, e la definitiva unione dei cristalli dell'arcobaleno e facendo quindi apparire il cristallo d'argento illusorio), evento che spingerà Beryl a punirlo colpendolo mortalmente, per poi spegnersi fra le braccia dell'amato Kunzite.
In PGSM Zoisite è un personaggio enigmatico e dall'animo nobile, spesso mostrato al pianoforte intento nella Sonata al chiaro di luna di Beethoven o nella Fantaisie-Impromptu di Fryderyk Chopin, e la maggior parte delle sue strategie sono legate alla musica (elemento ripreso dal capitolo speciale del manga). E anche grazie alla musica del suo pianoforte, che Zoisite risveglia la memoria degli altri tre generali e di Endymion, a cui è profondamente devoto. Infatti in seguito, Zoisite morirà per difendere Sailor Moon dagli yōma. Nell'anime, l'ultimo pensiero di Zoisite va al suo compagno Kunzite, mentre nel telefilm al suo master Endymion (la cosa è ironica se pensiamo che nell'anime Zoisite odia a morte Tuxedo Kamen per avergli rubato i Cristalli dell'Arcobaleno).
Nel manga e nell'anime Zoisite ha i capelli biondi e ondulati raccolti in una coda e indossa (come tutti i suoi compagni) una divisa viola, mentre in PGSM i suoi capelli sono bianchi e lisci e la sua divisa è di colore bianco e azzurro.
Zoisite è doppiato in Giappone da Keiichi Nanba nella serie del 1993 e da Masaya Matsukaze in Sailor Moon Crystal, in Italia inizialmente da Cinzia Mantegazza e in seguito da Marcella Silvestri, poiché nell'adattamento italiano dell'anime è stato trasformato in una donna, e da Federico Viola in Sailor Moon Crystal. In PGSM è interpretato da Yoshihito Endō e nel musical del 2013 e interpretato da Ryou Saika.

### Kunzite
(Kunzite,Pretty Guardian Sailor Moon volume 2 dicembre 2010 edizioni GP Publishing)
Kunzite (クンツァイト?, Kuntsaito), chiamato Lord Kaspar nell'adattamento Mediaset, è il leader dei quattro generali in tutte le versioni della storia di Sailor Moon, nonché il più anziano e comandante della divisione meridionale del Dark Kingdom. Nella versione animata è legato sentimentalmente a Zoisite, ma nonostante questi sia stato ucciso da Beryl, lui rimane fedele alla sua regina.
Sia nel manga che nell'anime è lui a portare Endymion a Queen Beryl, benché in maniera leggermente diversa. Nel manga è sul punto di liberarsi dal giogo di Beryl, e ribellarsi, ma viene nuovamente soggiogato dalla regina tramite la pietra a lui collegata, la Kunzite appunto, con la quale le sue azioni, volontà e persino la memoria vengono controllate da Queen Beryl appunto. Nell'anime viene ucciso da un suo stesso attacco, che viene riflesso da Sailor Moon, nel manga, invece, da un attacco congiunto del Sailor Team. Nel manga comparirà nuovamente, sotto forma di spirito insieme agli altri Shitennō, evocato da Mamoru, tramite la Kunzite, per ricevere consiglio.
Il lord nel suo nome dell'adattamento italiano potrebbe derivare dal fatto che in originale Zoiste lo chiami "Kunzite-sama", dove "-sama" è un suffisso giapponese utilizzato per indicare il rispetto nei confronti di qualcuno che riveste un titolo importante o ha uno status particolarmente elevato, per esempio un primo ministro o un sacerdote. Nelle traduzioni italiane è spesso tradotto con aggettivi come "onorevole", oppure "venerabile" o "rispettabile", ma a seconda dei casi potrebbe essere reso con svariati appellativi, da un "maestà" per un re ad ancora "signore" per un politico, a seconda del contesto.
In PGSM Kunzite appare il generale meno fedele a Beryl, oltre che l'ultimo a essere stato risvegliato. Del suo passato ricorda che Endymion tradì i suoi generali lasciandoli morire, e per questo ha intenzione di vendicarsi. Nel corso della serie, grazie ai suoi poteri psichici riesce a fare diventare Sailor Mercury, Dark Mercury. Nel finale rimane ucciso da Jadeite, nel tentativo di difendere Mamoru. In punto di morte riconfermerà la propria devozione al suo master Endymion.
Kunzite è doppiato in Giappone da Kazuyuki Sogabe nella serie del 1993 e da Eiji Takemoto in Sailor Moon Crystal, in Italia da Federico Danti nella serie degli anni 90, e da Lorenzo De Angelis in Sailor Moon Crystal. In PGSM è interpretato da Akira Kubodera è nel musical del 2013 e interpretato da Maski Komatsu.

### Neo shintennō
Il gruppo dei Neo Shintennō appare in un musical. Sono formati da Kunzite più altri tre nuovi generali, fisicamente simili alle loro controparti. Si nascondono sotto la forma copertura di un gruppo di manager musicali:
- Kalunite (equivalente di Jadeite) alias Luka Nitte, manager capo;
- Hiddenite (equilivalente di Nephrite) alias Hideo Yoruno, manager delle Dancing Animamates, identità fittizia delle Veneranti;
- Hematite (equivalente di Zoisite) alias Hemahachirō Taitō manager dei Three Lights.

Infine c'è Kunzite, che sotto l'identità fittizia di Saitō Kun organizza il concerto fra Michiru e i Three Lights.

## Mio Kuroki
Mio Kuroki (Kuroki Mio), interpretata da Alisa Yuriko Durbrow è un personaggio esclusivo del live action, introdotta come una ragazza strana e manipolatrice, compagna di classe di Usagi e cantante rivale di Minako Aino. Pur dichiarandosi amica di Usagi, in realtà fa di tutto per renderla infelice, ed è molto gelosa del rapporto che la ragazza ha con Mamoru e per questo motivo lo inganna e lo consegna a Beryl, di cui in realtà è solo una parte, e a cui la regina da poi ordine di controllare il ragazzo dopo averlo rapito. Ha il potere di controllare in fascia limitata le menti altrui e può anche usare il teletrasporto sia per sé stessa che per gli altri.
Mio viene eliminata verso la fine della serie da Endymion/Metaria, ma ritorna come nemico principale nello "Special Act", ambientato quattro anni dopo, e regina di un nuovo Drak Kingdom. Il suo obbiettivo è quello di rapire di Mamoru questa volta per sposarlo. Alla fine dell'episodio viene attaccata dagli Shitennō e da Sailor Moon, Mercury, Jupiter e Venus, che la costringono a trasformarsi in una pianta mostruosa, per poi essere distrutta dal Sailor Planet Attack delle Sailor Senshi. In quest'aspetto (noto come Queen Mio) Kuroki porta sempre con sé un peluche a forma di cane di nome Choppy, e molto spesso la si vede (alla fine di un'affermazione) chiedere al peluche "Giusto Choppy?" e fargli fare un segno affermativo con il capo. Rispetto agli episodi precedenti ha ottenuto il potere di fluttuare, forgiare yōma dal fuoco, cambiare forma a sé stessa e agli altri (dota quattro dei suoi Pierrot dell'aspetto dei quattro generali) e lavare il cervello altrui.

## Dark Agency
La Dark Agency è un'organizzazione succursale del Dark Kingdom, diretta dal sottoposto di Kunzite, Danburite, e affrontata da Sailor V all'inizio delle sue avventure. Scopo dell'agenzia era la raccolta di energia e la sottomissione dell'umanità attraverso idol creati da loro, o negozi gestiti dai sottoposti di Danburite.

## Gli yōma
Gli yōma (妖魔, lett. apparizione, illusione, indicati come Mostri nel doppiaggio italiano e Mali nei sottotitoli della nuova serie Sailor Moon Crystal) sono le creature usate dal Dark Kingdom per arrivare ai propri scopi. Nel manga appaiono solo due mostri, che però non venegono indicati come yōma ma solo come soldati di Jadeite e che vengono rivelati essere dei manichini d'argilla (cosa che spiegherebbe perché si dissolvano in polvere appena vengono colpiti da Sailor Moon), e la loro funzione all'economia della serie (anime che live action) è spesso meramente "riempitiva". I primi yōma (quelli usati da Jadeite) provengono direttamente dal Dark Kingdom. Da Nephrite in poi, gli yōma si generano dalla negatività degli esseri umani, o sono letteralmente esseri umani trasformati.

### Yōma di Jadeite
Sono i primi yōma (e più in generale i primi mostri) a comparire all'interno della storia, e sono tutti di sesso femminile e alle dirette dipendenze di Jadeite, il cui compito è quello di rubare l'energia agli umani per offrirla a Metaria, nei modi più vari. L'effetto è quello di trasformare le loro vittime in zombie a loro fedeli.
- Morga è il primo yōma che compare nell'anime di Sailor Moon e il solo ad apparire nel manga[17]. Ha l'aspetto di uno zombi, la sua pelle è marrone e rinsecchita secca ed è in grado di ruotare collo e il resto del corpo di 180° e per attaccare allunga le sue mani artigliate e prova a raccogliere l'energia prendendo il posto della madre di Naru (Nina) e utilizzando dei gioielli. Tenta di uccidere Naru quando viene scoperta da quest'ultima, ma viene sconfitta da Sailor Moon. Nella versione live, il suo ruolo è ricoperto da uno yōma formato di acqua che s'impossessa del corpo della madre di Naru anziché sostituirsi a lei. (ep. 1)
- Balm (Berenice) è uno yōma che si finge un'indovina e raccoglie energia ipnotizzando i ragazzi e spingendoli a seguire l'istinto spingendo la loro energia al massimo attraverso la carta del diavolo. Nella sua forma umana ha l'aspetto di una giovane donna con i capelli lisci, mentre la sua vera forma è quella di un mostro con la pelle verde, gli occhi gialli e i capelli neri, in grado di prendere la forma di mani artigliate. Il suo nome italiano probabilmente deriva dal fatto che nella mitologia la regina Berenice era famosa per la sua chioma, difatti questo mostro attacca utilizzando i suoi capelli. (ep. 2)
- Flow è lo yōma che aiuta Jadeite a rubare l'energia alle giovane ascoltatrici della trasmissione radiofonica Mezzanotte lettere d'amore donando loro una spilla che gli risucchia l'energia. Come umana ha gli occhi marrone scuro, capelli castani, pelle chiara e indossa un abito verde. Come Yōma ha gli occhi rossi e gialli, la pelle viola e i suoi capelli castani sono più selvaggi e fluenti e sulla fronte ha una macchia viola scuro. Indossa una toga verde acqua con una corda intorno alla vita, in qualità di una cintura. Per attaccare spare raffiche di energia dalla bocca. (ep. 3)
- Iguara (Iguana) è uno yōma d'aspetto simile a un rettile antropomorfo con le squame blu, dotato di una lunga coda alla cui base si trova il suo punto debole. Cerca di rubare l'energia ai ragazzini di Tokyo ipnotizzandoli con animaletti profumati che chiama Chanela (Profumosi nel doppiaggio italiano), e tra le cui vittime vi è anche Shingo, il fratello minore di Usagi. Nella sua forma umana ha i capelli castani corti e ricci, che si allungano quando riprende il suo vero aspetto. (ep. 5)
- Cirene (Corene) è uno yōma dall'aspetto di un pipistrello antropomorfo che aiuta Jadeite a rubare l'energia degli esseri umani attraverso la melodia di un talentuoso artista, Yusuke Amada. Nella sua forma umana appare come una bella donna con i capelli lunghi. (ep. 6)
- Derella è lo yōma che tenta di rubare l'energia degli esseri umani sostituendosi alla presentatrice di un concorso per trovare una nuova idol. Ha nella sua forma di mostro ha la pelle blu e un'unica coda di capelli biondi ed è in grado di sputare ghiaccio dalla bocca con cui immobilizza i suoi avversari. In Italia al mostro non viene dato un nome, e Jadeite si riferisce a lei chiamandola con il nome della cantante a cui si è sostituita, Mikan. (ep.7)
- Garoben è lo yōma che cerca di rubare l'energia dei giovani geni al Crystal Seminar dove studia Ami attraverso il Crystal Disk. Nell'anime prende il posto del mostro senza nome apparso nel manga, da cui diverge sia nell'aspetto umano che in quello mostruoso. Nella sua vera forma ha la pelle rossa (fino al seno) e nera (dal petto in giù) e può trasformare la propria mano in una scure e lancia contro i nemici dei fogli affilati. Si autodefinisce "il mostro della conoscenza"[18] o "del sapere"[19], difatti prima di attaccare Sailor Moon le offre la possibilità di evitare l'attacco se risponde a delle domande su Isaac Newton. (ep. 8)
- Ramua è lo yōma che ruba l'energia agli umani rubando loro il tempo attraverso degli orologi. Viene affrontata da Sailor Moon e Mercury in una dimensione da lei creata. Nella sua forma umana hai capelli castani, ricci e corti, mentre la sua vera forma è quella di un mostro umanoide con la pelle bianca, le orecchie a punta e i capelli lisci, lunghi e bluastri. (ep. 9)
- Kigaan è la yōma che rapisce le giovani ragazze che prendono l'autobus delle sei davanti al tempio di Rei, travestita da autista. Nella sua vera forma ha il viso scheletrico, i capelli rossi e lisci e la pelle giallastra. Nel manga il suo ruolo è ricoperto dallo stesso Jadeite[16]. (ep. 10)
- Murido è uno yōma con l'aspetto di una bambola meccanica che ruba l'energia delle persone attirandole in un parco divertimenti chiamato Sonnolandia. Nella sua forma umana ha l'aspetto di una principessa e si presenta con il nome di Dream Princess. (ep. 11)

### Yōma di Nephrite
Dopo i fallimenti del suo predecessore Nephrite inizia a creare gli yōma partendo direttamente dall'energia degli esseri umani, singoli, nel momento del loro massimale raggiungibile, determinato in base a calcoli astrali da cui ottiene la conoscenza necessaria a selezionare la sua vittima. Dopo averla avvicinata il generale infonde in un oggetto a lei legato la sua energia maligna basilare, dando il nome al mostro e quando l'umano a contatto con l'oggetto raggiunge il massimo della sua forza vitale il mostro gliela sottrae, facendolo svenire e manifestandosi.
- Tsunii (Tesmio): primo mostro agli ordini di Nephrite a comparire, inserito nella racchetta da tennis di Rui, un'amica di Naru. Esteticamente ha la pelle bianco-gesso, occhi verdi e capelli castani, la bocca dotata di zanne e le orecchie a punta. Indossa una tuta nera con grandi spalline rosse. Per attaccare racchetta da tennis di energia che può emettere esplosioni di energia che imprigionano i nemici dentro palle da tennis giganti sotto il controllo del mostro. (ep. 14)
- Petasos: mostro introdotto nel cappello di Kunitachi (Spencer in Italia), giardiniere del parco Ichinohashi. Ha la pelle viola, due corna sottili e capelli verdi che usa per attaccare i nemici. (ep. 15)
- Widow, mostro dalle sembianze aracno-umanoidi introdotto nella stoffa usata da Higure Akiyama (Rossella), professoressa di economia domestica di Usagi, per il suo vestito da sposa. Come attacco spara ragnatele dalla bocca. (ep. 16)
- Cameran (Camera): mostro introdotto nella macchina fotografica di Kijin Shinowaka (Terence), in grado d'imprigionare le persone in fotografie. Ha i capelli blu, la pelle pallida e un obiettivo con cui "scatta" le foto nella mano sinistra. Il suo nome originale e quello italiano derivano dalla parola inglese per "macchina fotografica" (camera appunto). (ep. 17)
- Jumeau (Jumo): yōma introdotto in una bambola di porcellana appartenente a Mika Kayama (Mikan), amica del fratellino di Usagi, Shingo. Ha l'aspetto di una bambola e i capelli castani. (ep. 18)
- Leo o Shizana (nome giapponese della costellazione del Leone) è il nome con cui i fan si riferiscono a uno yōma senza nome dalle sembianze di un leone maschio, blu con la criniera rosa, creato da Nephrite richiamando i poteri della stella Regolo (la stella principale della costellazione del leone) per attaccare Sailor Moon. (ep. 19)
- Castor & Pollux (Iole & Iula in Italia): due yōma gemelle introdotte nel lapis rosso e blu della disegnatrice di cartoni animati Hiromi Matsuno (Ilde). Hanno uguale aspetto, a differenza del colore (rosso per Castor, blu per Pollux) e sono in grado di copiare rispettivamente gli attacchi di Sailor Mars e Mercury. Prendono i loro nomi dalle stelle principale della costellazione dei Gemelli (che a loro volta le prendono dai Dioscuri della mitologia greca rappresentati appunto dal segno zodiacale) utilizzate da Nephrite proprio per individuare Hiromi come vittima. (ep. 21)

### Yōma di Zoisite
Nella maggioranza degli episodi in cui appare Zoisite si limita a risvegliare i Sette Daiyōma, tuttavia vi sono episodi in cui usufruisce di mostri ai suoi diretti comandi:
- Yasha (Idra) è uno yōma di sesso femminile inviato da Zoisite e Kunzite a tenere d'occhio Nepherite, che tenta di catturarlo rapendo Naru per cui il generale ha cominciato a sviluppare dei sentimenti. Viene in seguito distrutta dalle guerriere Sailor. Il suo nome deriva dal nome giapponese dei demoni indiani yakṣa. Alla sua prima apparizione indossa una maschera del teatro No, un kimono color lavanda e ha i capelli neri lisci, ma dopo che Nephrite rompe la sua maschera e rivela il suo vero aspetto demoniaco i capelli diventano rosa e spettinati e gli abiti cambiano colore. (ep. 23)
- Grape, Suzuran, e Hōsenka sono un trio di yōma-ninja femmine, con poteri legati alle piante. Aiutano Zoisite a uccidere Nepherite trafiggendolo con dei rami che ne prosciugano le energie vitali. Vengono sconfitte dalle guerriere Sailor, prima della morte del generale. (ep. 24)
- Akan (Orakon) è uno yōma maschio, creato accidentalmente da Zoisite con il Cristallo Nero frutto della trasformazione dell'attore interprete del sentai RedMan (il generale voleva infatti trasformare Naru in mostro) e i suoi poteri consistono nel rinchiudere i nemici in gigantesche alghe marimo (un'alga dalla forma sferica). Viene in seguito purificato da Sailor Moon. Il suo nome deriva dal lago Akan in Hokkaidō, famoso per le alghe marimo che crescono sul suo fondo.[20] (ep 32)

### I sette Daiyōma
(Profezia di Metallia e Berillia nell'episodio 25, adattamento Mediaset)
Nell'anime i 7 Daiyōma (lett. i "7 grandi yōma", in Italia i "Sette Malvagi") sono degli yōma particolarmente potenti. Dopo la distruzione di Silver Millennium, Queen Serenity li sigillò all'interno dei sette frammenti (i sette cristalli dell'arcobaleno) in cui si scompose il cristallo d'argento illusorio, pertanto ritrovare i frammenti, significa risvegliare i sette terribili yōma che si sono reincarnati in sei ignari esseri umani e un gatto. Se i sette demoni (o le loro reincarnazioni) venissero racchiusi all'interno del Cristallo Nero si unirebbero e genererebbero un guerriero molto più potente.
- Gēsēn (ゲーセーン?): Portatore del cristallo dell'arcobaleno rosso, reincarnato nel corpo di Crane Joe (Joe l'Acchiappapupazzi in Italia), un campione di videogames. In Italia è chiamato Game Over
- Bokushī (ボクシー?): Portatore del cristallo dell'arcobaleno arancio, reincarnato nel corpo di un prete consultato da Naru, in un momento di sconforto. In Italia il suo nome era Boxy
- Bumbō (ブンボー?): Portatore del cristallo dell'arcobaleno giallo, reincarnato nel corpo di un Ryo Urawa, un ragazzo dotato di preveggenza, innamorato di Ami. In Italia il mostro è stato ribattezzato Chele
- Bīna (ビーナ?): Portatore del cristallo dell'arcobaleno verde, reincarnato nel corpo di Yumeni Yumeno (Yolanda in Italia), una pittrice locale. È uno yōma di sesso femminile
- Rikokeidā (リコケイダー?): Portatore del cristallo dell'arcobaleno blu, reincarnato nel corpo di Reika Nishimura, la fidanzata di Motoki. Anche questo yōma è femmina e in Italia si chiama Tecno.
- Jiji (ジジ?): Portatore del cristallo dell'arcobaleno indaco, reincarnato nel corpo del nonno di Rei. In Italia si chiama Greidon.
- Bakēne (バケーネ?): Portatore del cristallo dell'arcobaleno viola, reincarnato nel corpo di Rhett Butler (Acciugone in Italia), un gattone innamorato di Luna. Viene definito il più potente e feroce dei 7. In Italia è stato chiamato Ferocius, mente quello originale richiama il mostro giapponese Bakeneko.

### Yōma di Kunzite
Per cercare Sailor Moon e recuperare il Cristallo d'Argento Kunzite decide di servirsi di alcuni esseri umani che corrompe dando loro il poteri di trasformarsi in mostri, in modo che questi organizzino degli eventi che gli permettano di attrarre Sailor Moon e catturarla. Sebbene praticamente tutti gli Yōma scopriranno l'identità segreta di Usagi è bene precisare che il generale non ne verrà mai a conoscenza, in quanto i suoi subalterni saranno subito purificati dalla guerriera.
- Mitsuami: mostro creato dalla parrucchiera Kaiko Takoyama dalle sue assistenti. Attacca utilizzando i suoi capelli e un grosso paio di forbici. (ep. 36)
- Shakōkai (Nobilia): yōma dalla pelle violetta, trasformazione della contessa Rose (Rosa nell'adattamento italiano), responsabile di un corso di bon ton. Ha il potere di trasformare le persone in statue di cera, grazie alle conchiglie che formano il suo abito. (ep. 37)
- Blizzar (Blizzard): mostro con poteri legati al ghiaccio, trasformazione della campionessa di sci Saeko Yamamoto (Linda). Cerca di scoprire la vera identità di Sailor Moon organizzando una gara intitolata Moon Princess Contest (Miss Principessa della Luna). (ep. 38)
- Gli Zorin Geller (adattato in italiano come Zoi & Gelas) è un duo di yōma pattinatori, trasformazione dei campioni olimpici di pattinaggio sul ghiaccio Misha & Janelin (Iane). Il loro aspetto non ha caratteristiche mostruose, fatta eccezione per la pelle pallida e gli occhi rossi. (ep. 39)
- Papillion è il mostro frutto della trasformazione di Katarina (Caterina), poliziotta inglese amica di Minako nel periodo in cui era a Londra come Sailor V. Ha l'aspetto di un mostro umanoide con ali da farfalla (in francese papillion) e il suo attacco consiste in farfalle di luce. (ep. 42)
- Oniwabandana (Bandana): mostro d'aspetto simile a una ninja, trasformazione della fotografa Nana Ashitana (Nanà). Il suo nome originale deriva dalla fusione della parola bandana con Oniwabanshū, un tipo di ninja. (ep. 43)

### Yōma di Queen Beryl
- Thetis è una yōma personale di Queen Beryl e si offre spontaneamente di aiutare Jadeite nella raccolta di energia, avendo studiato un piano per radunare coppie innamorate. Dispone di poteri considerevolmente superiori alla media, difatti fa riemergere un relitto di una nave e crea l'illusione che si tratti di una nave di lusso, inoltre crea e controlla un esercito di esseri nati dall'acqua, elemento su cui ha un grande controllo. Pare avere una specie di cotta per Jadeite e per questo ci tiene a lavorare con lui, la sua eliminazione metterà però Jadeite nei guai con Beryl. (ep. 12)
- Le DD Girls (Ragazze D nell'adattamento italiano), sono gli ultimi yōma ad affrontare le guerriere Sailor, prima dello scontro finale con Beryl. A differenza di quanto accaduto fino a quel momento, non vengono scelte, ma si propongono volontariamente di uccidere le guerriere Sailor. Le DD Girls hanno poteri immensi rispetto agli yōma standard: possono volare, produrre tentacoli dal loro corpo (flessibili per catturare, o rigidi per impalare), generare elettricità e creare illusioni. La fonte dei loro poteri è una gemma che hanno incastonata nella fronte. Le guerriere Sailor si sacrificano una dopo l'altra per permettere a Sailor Moon di arrivare alla meta, riuscendo nell'intento di eliminare le DD girls.

### Altri yōma
- Lo yōma di Londra visto in un flashback di Minako. Rivela il suo vero aspetto dopo avere rapito un bambino. Si tratta dell'unico yōma maschio apparso a non essere frutto della trasformazione di un essere umano. (ep. 42)
- Lo spirito del lago risvegliato dall'Endymion malvagio, che però non riesce a controllarlo. Pur non essendo tecnicamente uno yōma, ma il fantasma pieno di rabbia di una fanciulla, ne assume comunque il ruolo venendo infine purificato dal potere del Cristallo d'Argento che le permette di riposare in pace. Il suo aspetto è quello di un mostro dai capelli rosa, mezza donna e mezza serpente. (ep. 40)

### Live-action yōma
In Pretty Guardian Sailor Moon gli yōma hanno lo stesso ruolo dell'anime, e l'unica differenza consiste nella loro natura: al posto di impossessare i corpi degli umani, come succede nell'anime, sono dei mostri veri e propri. Non hanno mai un ruolo molto accentuato, come si nota dal fatto che non parlano mai. Sono inizialmente comandati dai quattro generali.
Nella seconda parte della serie uno sciame di yōma incappucciati iniziano ad apparire quanto si scopre che Sailor Moon è la Principessa Serenity. La loro lealtà passa a Metaria, piuttosto che a Queen Beryl e i suoi seguaci. I costumi questi nuovi yōma sono riciclati dai putties della serie Mighty Morphin Power Rangers (o meglio dai Golem Hei  della serie  Kyōryū sentai Zyuranger, di cui la prima serie dei Power Rangers utilizzò le scene di lotta) con cappucci aggiunti.
Nell'atto 41 diversi yōma incappucciati finiscono per unirsi e fondersi in uno solo, in grado di assorbire tutta l'energia intorno a lui. Grazie a questa energia, questo yōma è molto più potente, e riesce perfino a contrastare gli attacchi delle guerriere. Nell'atto 45, Metaria si impossessa temporaneamente di uno yōma, chiamato Yōma Metaria, per assorbire tutta l'energia del mondo. Metaria fu però costretta a lasciare lo yōma, quando fu distrutto da un attacco combinato delle guerriere. Mentre era usato da Metaria, lo yōma era in grado di parlare.
Nello Special Act Mio Kuoku crea due yōma dal fuoco chiamati Sword e Shield (rispettivamente spada e scudo in lingua inglese), di aspetto simile ma di colore differente (Shiled è blu, mentre Sword è grigio). Oltre a essi Mio dispone anche di un esercito di yōma simile a clown chiamati Pierrot, in grado di rinchiudere l'energia delle persone all'interno di palloncini colorati.
Infine ci sono gli yōma evocati da Princess Sailor Moon per fermare le guerriere Sailor, quando decide di distruggere la Terra perché sconvolta dalla morte di Endymion. Questi Yōma sono vestiti di bianco e hanno sulla fronte il simbolo della luna crescente.